# Бізюргуп
Бізюргу́п (рос. Бизюргуп, марій. Пызырьгуп) — присілок у складі Волзького району Марій Ел, Росія. Входить до складу Великопаратського сільського поселення.
Стара назва — Бізергуб.

## Населення
Населення — 393 особи (2010; 436 у 2002).
Національний склад (станом на 2002 рік):
- марі — 93 %